# سرجی سمپر
سرجی سمپر (اسپانیایی: Sergi Samper Montaña‎؛ زادهٔ ۲۰ ژانویهٔ ۱۹۹۵) بازیکن فوتبال اهل اسپانیا است که در پست هافبک برای باشگاه فوتبال ویسل کوبه در جی‌لیگ بازی می کند.